# Fulcrad de Provença
Fulcrad de Provença (? - mort després de 862) va ser comte d'Arle i duc de Provença, successor de Guerí.

## Duc de Provença
Archibald R. Lewis, a la seva obra The Development Of Southern French And Català Society 718-1050, indica que Fulcrad va esdevenir duc de Provença el 845, Édouard Baratier indica que fou el 843 com a resultat del tractat de Verdun, el que sembla més versemblant tenint en compte les relacions entre Lotari I i Guerí de Provença, el duc precedent encara que donat les bones relacions posteriors al 843 entre Lotari i Carles potser no hi va haver presa a l'espera d'un nou lloc per Guerí. El 845 Audibert és esmentat com a comte de Marsella que hauria tingut també el títol de duc, potser durant la revolta de Fulcrad.

## Rebel·lió contra Lotari I
El 845 el comte i duc Fulcrad es va revoltar i va arrossegar a diversos comtes, segons sembla del Vienois i potser altres regions i va desestabilitzar tota la regió. Les fonts indiquen que la rebel·lió fou aturada aviat. Tanmateix, segons Édouard Baratier Lotari va negociar més que reprimir. Devic i Vaisette situen la submissió a finals del 846 i esmenten el Vivarès i l'Uzès (que formaven part del govern de Provença) entre els territoris rebels.

## Retorn en gràcia
La seva retorn en gràcia és indicat pel fet que figura des de 846 en una llista dels comtes provençals que havien d'acompanyar l'emperador Lotari a la seva expedició contra els sarraïns d'Itàlia. Fulcrad sembla en efecte haver gaudit d'una autoritat particular o almenys d'una mena de preeminència sobre els comtes dels països veïns.
Tanmateix, aquests trastorns afavoriren els atacs i actes de pirateria dels quals foren víctimes les dues majors ciutats de Provença: Marsella el 848, víctima una vegada més per pirates grecs i Arle el 850, atacada pels Sarraïns. Aquests esdeveniments poden haver justificat la tornada del comte Audibert que reemplaça potser Fulcrad com a duc de Provença el 850.

## Fulcrad sota el regnat de Carles de Provença
Finalment aquestes vel·leïtats d'independència expliquen també alguns anys més tard a la mort de l'emperador el 855, l'aparició d'un Regne de Provença, tros de la França mitjana atribuït al seu tercer fill, Carles que en deixarà l'administració efectiva a Girard del Rosselló.
Cap als anys 858- 860, Fulcrad apareix just després del regent Girard del Rosselló, en el moment de l'assemblea de Sermorens. Però aquesta assemblea s'hauria pogut celebrar abans, el 853. Sigui com sigui, una donació de 860 mostra que Fulcrad encara era viu en aquesta data. Una rara carta del rei Carles datada el 862 i trobada per l'historiador del segle xix
Louis de Mas Latrie, el qualifica de comte i oficial del palau, comes i ministerialis noster; així el 862 formava part dels fidels del jove rei de Provença. Però després d'aquesta data, s'ignora que va fer i quant temps va viure.